# Crescenzio Onofri

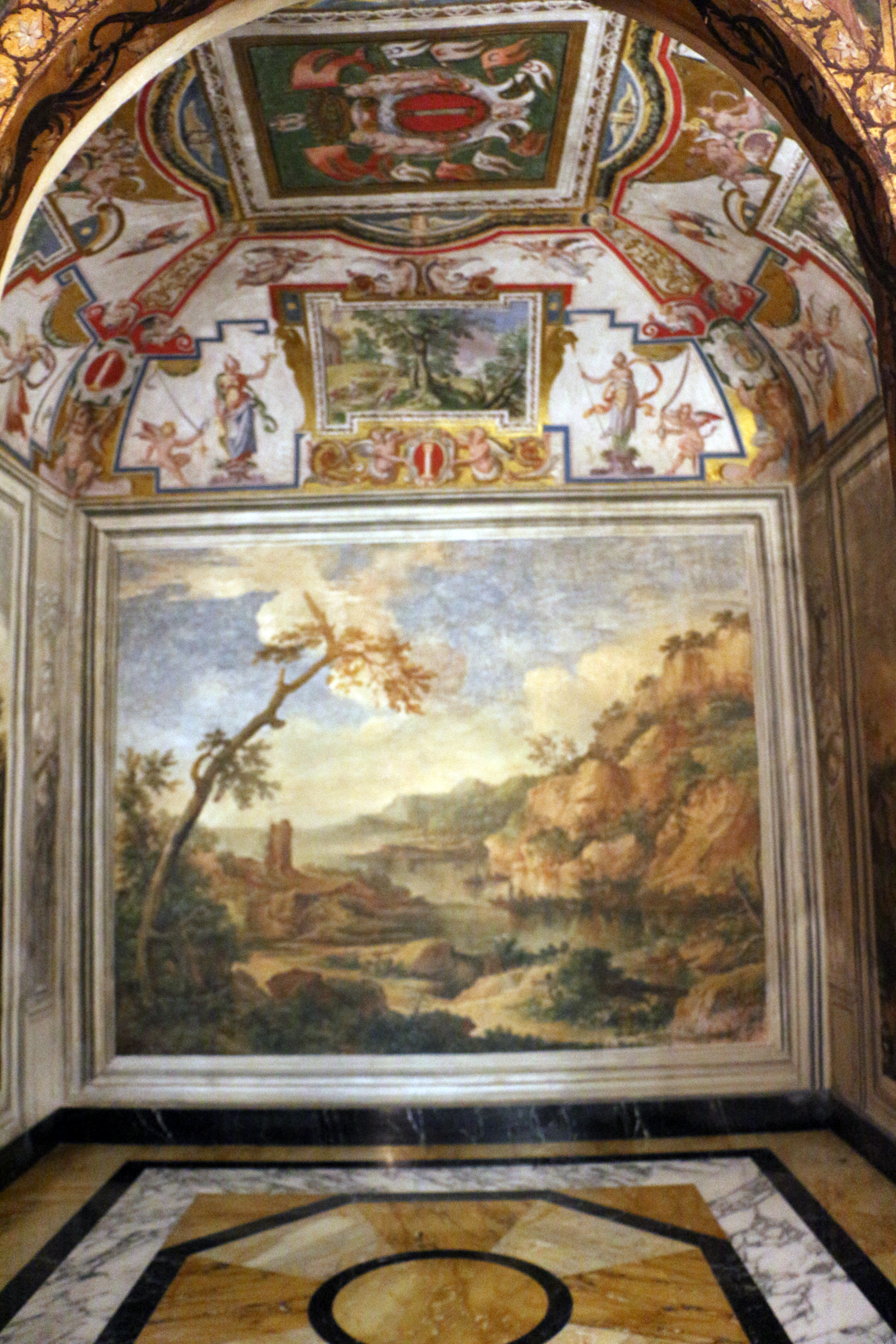
Palazzo Colonna, appartamento della principessa Isabelle, sala dell'alcova, stanzina con affreschi di Crescenzio Onofri

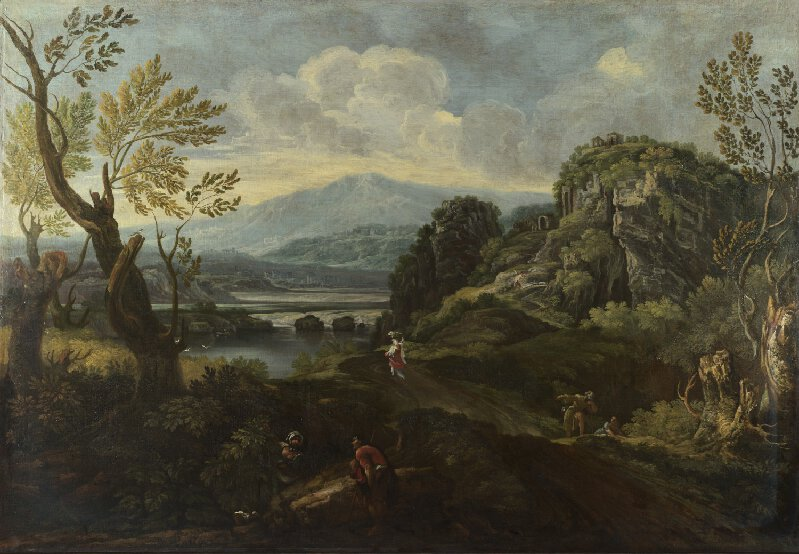
Crescenzio Onofri, Paesaggio con figure, Londra, National Gallery

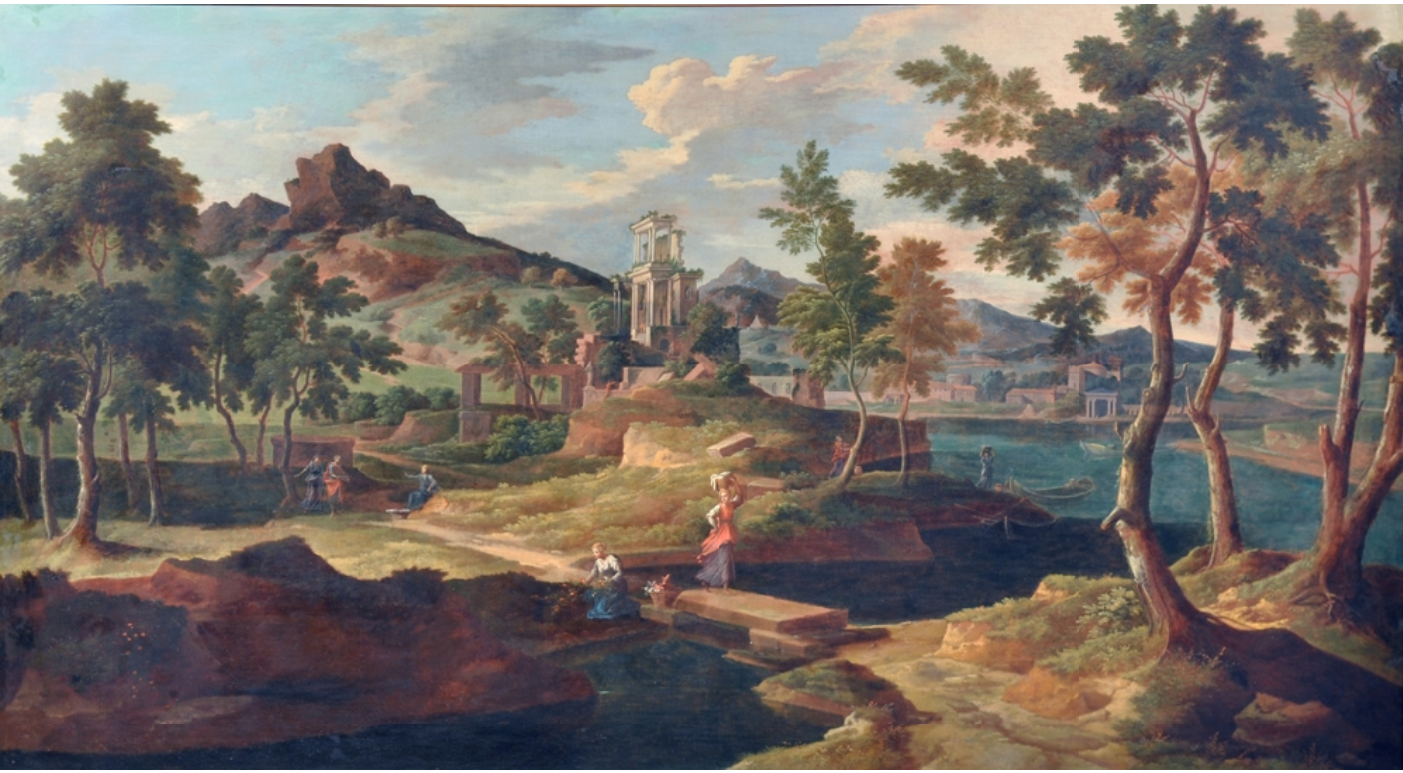
Crescenzio Onofri, IPaesaggio d fantasia della campagna romana, collezione privata

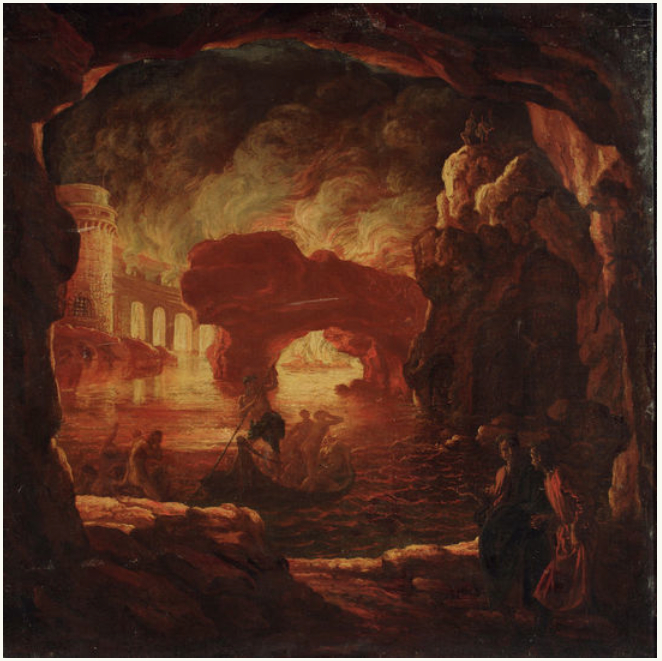
Crescenzio Onofri da Livio Mehus, Dante e Virgilio all'Inferno, Roma, Camera dei Deputati

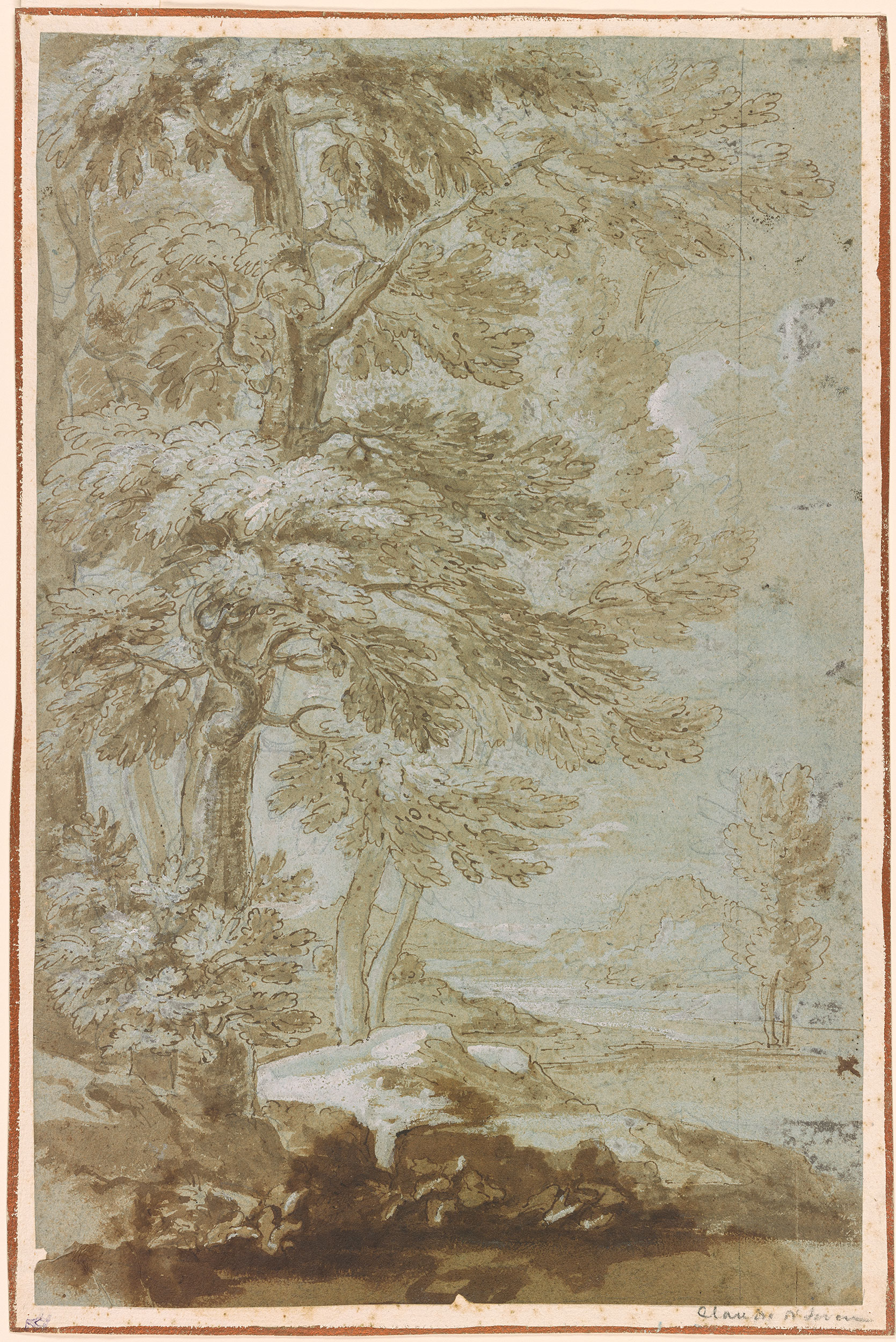
Crescenzio Onofri (attr.), Paesaggio con fiume, New York, Pierpont Morgan Library

Crescenzio Onofri (Roma, 23 maggio 1634 – Firenze, 17 dicembre 1714) è stato un pittore e incisore italiano.

## Biografia
Crescenzio Onofri fu battezzato il 28 maggio 1634 nella parrocchia di Sant'Andrea delle Fratte. Il padre, Marco Tullio Onofri, era dottore in Legge e figlio di un notaio, Paolo; la madre Tommasa era figlia del muratore Vincenzo Gaburri. 
La famiglia abitava in strada Gregoriana, almeno dal 1629. Dopo la morte del padre, Crescenzio con la madre e la nonna si trasferirono in piazza Grimana (oggi, Piazza Barberini). Nel 1655 la madre si risposò e la famiglia completa poco dopo tornò in strada Gregoriana. Nel 1663 Crescenzio risulta sposato con Anna Leonora Bucci e in questo anno nacque il loro primo figlio: Marco Tullio Francesco. Nel 1667 Onofri fu accolto nella Congregazione dei Virtuosi al Pantheon.
Crescenzio Onofri si dedicò alla pittura di paesaggio, sia su tela sia a fresco, sulle tracce del classico modello ideato da Gaspard Dughet, il pittore di origine francese, ma romanizzato, di cui egli si riconobbe allievo e seguace. Dughet dipingeva in primo piano colline amene, ombreggiate da boschi, a volte attraversate da un ruscello e abitate da piccole figure di contadini, o di viaggiatori, oppure di figure mitologiche. Sullo sfondo apriva la chiarezza, la luminosità del cielo.
Nel 1675 Onofri è ricordato tra i frequentatori dei corsi dell’Accademia di San Luca, prestigiosa istituzione artistica romana che ha formato un gran numero di artisti.
Dal 1671 Onofri ha partecipato, come frescante, alla decorazione di palazzi romani appartenenti a famiglie patrizie: i Pallavicini, i Rospigliosi, i Theodoli, i Colonna (risultano dal 1667 pagamenti a Crescenzio Onofri, per tele e, da parte di Lorenzo Onofrio Colonna, dal 1671 al 1674), i Pamphilj (risultano pagamenti da parte di Giovanni Battista Pamphili - da non confondere con il papa che aveva lo stesso nome e cognome - nel 1671, per lavori al mezzanino del suo palazzo al Collegio Romano), gli Odescalchi (Onofri lavorò dal 1686 per Livio Odescalchi). Nel palazzo Pamphili Onofri collaborò con Dughet alla decorazione della Sala del Trono, riservata alle visite del Papa, realizzando quasi tutte le pitture a guazzo, con acquarello e gesso.
Chiamato dal marchese Carlo Theodoli a San Vito Romano, affrescò nel 1667-1668 sei sale di Palazzo Theodoli. Da questo ciclo di affreschi egli trasse disegni che furono da lui stesso incisi e riprodotti a stampa nel 1696.
Opere di Crescenzio Onofri risultano negli Inventari della Collezione dipinti dei principi Colonna che furono redatti dal 1611 al 1795.

### A Firenze
Onofri si stabilì a Firenze nel 1696, alla corte del Granduca Cosimo III de’ Medici e realizzò per il Granduca tele di grandi dimensioni, con paesaggi ispirati alle battute di caccia nelle campagne romane, per decorare le sale della Villa Medici a Pratolino e affreschi per abbellirne il teatro. Alla villa medicea La Petraia si conservano due Paesaggi con viandanti di Crescenzio Onofri, con figure dipinte da Alessandro Magnasco (1708 ca.).
Collaborava con altri artisti, come Livio Mehus, Antonio Giusti, Pier Dandini e Francesco Petrucci, che dipingevano le figure inserite nei suoi paesaggi. Nel 1712 abbiamo l’ultima notizia che lo riguarda: la consegna di due dipinti. Si presuppone che l’artista sia morto a Firenze dopo poco tempo.

### Opere in musei
Sue opere si conservano a Roma, alla Pinacoteca Capitolina e a Palazzo di Montecitorio. Nelle collezioni della Galleria Corsini c'è una serie di quattro paesaggi dell'Onofri, caratterizzati dalla dimensione bislunga: due dipinti sono di cm. 81x31 e gli altri due di cm. 98x30. I soggetti analoghi, lo stile e le dimensioni presuppongono che siano stati creati per decorare lo stesso ambiente. Le figure sono state dipinte da un altro pittore. L'attribuzione all'Onofri è giustificata dalla somiglianza di queste quattro opere con suoi dipinti nella cosiddetta Sala di Pussin di Palazzo Doria-Pamphili. Alcuni dipinti, appartenenti alle collezioni della Galleria Corsini, sono attualmente ospitati in palazzi istituzionali romani.

### Titoli di opere
- Landscape with Fishermen (Londra, National Gallery)
- Landscape with Figures (attr.) (Londra, National Gallery)
- Paesaggio con Diana (Roma, Galleria Corsini)
- Paesaggio con contadina che spidocchia un bambino (Roma, Galleria Corsini)
- Paesaggio con zampognaro (Roma, Galleria Corsini)
- Paesaggio con contadino che si toglie una spina (Roma, Galleria Corsini)
- Paesaggio con viandanti e lavandaie (Roma, a Palazzo Chigi)
- Paesaggio con ponte e fortezza (Roma, Galleria Corsini)
- Paesaggio con contadini e armenti (Roma, al Ministero degli Esteri)
- Paesaggio con cavaliere, pastore e gregge di capre (attr.) (Roma, al Ministero degli Esteri)